# Blood of the Dragon
Blood of the Dragon – siódmy album studyjny duetu muzycznego Nox Arcana. Wydany 27 listopada 2006 roku przez wytwórnię Monolith Graphics. Album zawiera interaktywne zagadki. Muzyka jest głównie instrumentalna, o klasycznym, symfonicznym, a czasami celtyckim brzmieniu. Jest przeplatana krótkimi narracjami i efektami dźwiękowymi związanymi z historią.

## Motyw
Główny temat jest złożony z elementów spopularyzowanych w opowiadaniach i grach z gatunku magii i miecza, takich jak czarodzieje i czarownice, wojownicy, smoki, elfy, krasnoludy i trolle. Te i inne istoty zostały także przedstawione graficznie na broszurze dołączonej do płyty.
Instrumentacja zawiera ciężko brzmiące bębny, gongi, dudy, dźwięki harfy, gitary akustycznej i skrzypiec, a także odpowiednie efekty dźwiękowe, takie jak rogi wojenne, rozbrzmiewające pieśni, odgłosy walki na miecze oraz okrzyki wojenne. Album zaczyna się i kończy krótką narracją w celu uzupełnienia historii.
Nox Arcana rozwinęli koncepcję muzycznej opowieści w albumie wprowadzając zadanie do ich muzyki i broszury. Grafika płyty zawiera projekty puzzli autorstwa Josepha Vargo. Utwory dostarczają wskazówki naprowadzające słuchacza/gracza podczas ich zadania.
Ogólna zgodna opinia recenzentów i fanów gry Dungeons & Dragons, że album Blood of the Dragon jest „jednym z najlepszych soundtracków w stylu Dungeons & Dragons” i przekracza oczekiwania słuchacza. Muzyka jest polecana jako alternatywna lub uzupełniająca ścieżka dźwiękowa do filmów takich jak Conan Barbarzyńca, Trzynasty wojownik i Władca Pierścieni.

## Lista utworów
| Nr  | Tytuł                               | Czas |
| --- | ----------------------------------- | ---- |
| 1.  | „Ancient Legacy”                    | 1:34 |
| 2.  | „The Quest Begins”                  | 3:29 |
| 3.  | „Citadel of Secrets”                | 3:05 |
| 4.  | „Sorcerer”                          | 2:38 |
| 5.  | „Treasure of the Four Crowns”       | 3:11 |
| 6.  | „Highland Storm”                    | 3:52 |
| 7.  | „Mist Loch”                         | 2:57 |
| 8.  | „Underworld”                        | 3:31 |
| 9.  | „The Mystic's Keep”                 | 4:01 |
| 10. | „Stygian Depths”                    | 1:15 |
| 11. | „Legions of Darkness”               | 2:46 |
| 12. | „Steeds of Thunder”                 | 3:28 |
| 13. | „Rogue's Hollow”                    | 1:15 |
| 14. | „Warrior's Dawn”                    | 4:13 |
| 15. | „The Siege”                         | 3:51 |
| 16. | „Dragon Riders”                     | 3:08 |
| 17. | „Flame Tongue”                      | 0:57 |
| 18. | „Defenders of the Realm”            | 4:28 |
| 19. | „Chamber of the Immortals”          | 1:39 |
| 20. | „Blood of the Dragon”               | 3:11 |
| 21. | „Eternal Champions” (+hidden track) | 7:33 |